# Щекотинський Олексій Павлович
Олексій Павлович Щекотинский (* 1901 — † 1984) — радянський вчений-педагог.
Олексій Щекотинський народився в селі Лаврентіївка (зараз Павловський район Алтайського краю) в сім'ї писаря сільської управи, батько якого був висланий у Сибір за участь у польському визвольному русі. В 1919 Олексій з золотою медаллю закінчив Барнаульську семінарію.
Літом та осінню 1919 року Щекотинський брав участь в партизанському русі, вступив в комсомол, був делегатом III з'їзду Комсомолу. З 1920 року працював сільським вчителем і одночасно заочно навчався на педагогічному факультеті Томського університету. Очолював Барнаульський педагогічний технікум.
У 1930 році направлений на навчання до аспірантури Академії коммуністичного виховання, був вибраний секретарем товариства педагогів-марксистів, очолюваного Н. К. Крупською. За рекомендацією Крупської по закінченню аспірантури Щекотинський в 1933 році був направлений у Барнаул створювати вчительський інститут.
Провів велику діяльність по підготовці інфраструктури інституту, набору викладацького і студентського складу. 1 жовтня 1933 року інститут було відкрито, а Щекотинський став його першим директором і одним з викладачів педагогіки. На початку 1934 року почав працювати вечірній педінститут. В 1935 році Щекотинський був переведений на іншу роботу, а потім відозваний до Москви для роботи в системі Наркомпросу. Після закінчення ВПШ при ЦК ВКП(б) — лектор Дмитровського РК, Московського ГК, профгрупи ЦК ВКП(б). Викладав у Московський хіміко-технологічний інституту м'ясної промисловості і в вечірніх університетах марксизму-ленінізму Москви.
Після нього директором Барнаульського учительского інституту став Юферов Андрій Петрович.